# Danh sách máy bay dân sự bị bắn rơi
Danh sách máy bay dân sự bị bắn rơi bao gồm các máy bay bị bắn từ mặt đất hay từ các phi cơ khác trên không, do đó bị rơi hay phải đáp khẩn cấp.
Chiếc Boeing 777, Chuyến bay 17 của Malaysia Airlines, bị đâm xuống đất vào ngày 17 tháng 7 năm 2014 đưa tới cái chết của 298 người bị phía  Ukraina cho là do từ một tên lửa đất đối không chưa được chứng minh.

## Thập niên 1960

### Chuyến bay Air France 1611
Chuyến bay Air France 1611 (AF1611), một máy bay loại Sud Aviation Caravelle III bay từ đảo Corse tới Nice, Pháp, khi nó đã rơi xuống biển Địa Trung Hải gần Nice vào ngày 11 tháng 9  1968, đưa tới cái chết của 95 hành khách và phi hành đoàn. Nguyên nhân việc máy bay rơi ban đầu được cho là vì bị cháy đầu cuối máy bay, nhưng đến năm 2011 được tiết lộ là do một hỏa tiễn, bắn lầm bởi quân đội Pháp khi đang thử hỏa tiễn.

## Thập niên 1970

### Chuyến bay Libyan Arab Airlines 114
Chuyến bay Libyan Arab Airlines 114 là một chuyến bay thường lệ từ Tripoli, Libya, qua Benghazi tới Cairo. Vào lúc 10:30 ngày 21 tháng 2 năm 1973, chiếc Boeing 727 rời Tripoli, nhưng bị lạc vì thời tiếc xấu cùng với dụng cụ bị hư lúc ở phía Bắc Ai Cập khoảng 13:44 (giờ địa phương). Nó đã bước vào không phận kiểm soát bởi phía Do Thái thuộc Bán đảo Sinai, bị chặn lại bởi 2 chiếc phản lực cơ  chiến đấu F-4 Phantom II, từ chối đáp xuống, và bị bắn hạ. Trong số 113 người trên tàu, 5 sống sót, trong đó có người lái phụ.

### Chuyến bay Korean Air Lines 902
Chuyến bay Korean Air Lines 902 (KAL902, KE902) bị bắn rơi bởi phản lực Sô Viết Sukhoi Su-15 vào ngày 20 tháng 4 năm 1978, near Murmansk, Nga, sau khi nó vi phạm không phận Sô Viết và đã không trả lời câu hỏi của những chiếc máy bay chận nó lại. 2 hành khách chết trong tai nạn này. 107 hành khách khác và phi hành đoàn còn sống sót sau máy bay đã đáp được xuống một hồ đóng băng.

## Thập niên 1980

### Chuyến bay Aerolinee Itavia 870
Chuyến bay Aerolinee Itavia 870 đã đâm xuống Biển Tyrrhenus vào ngày 27 tháng 6 năm 1980. Vào khoảng 40 phút sau khi cất cánh từ Bologna, Ý, một vật lạ đã tiến gần tới máy bay và ngay sau đó máy bay đã biến mất trên màn ảnh ra đa. Tất cả 81 người trên tàu đã chết và nhiều mảng vỡ của chiếc máy bay nổi trên mặt nước. Nguyên nhân chiếc máy bay rơi xuống biển vẫn chưa được biết chắc chắn, một trong những giả thuyết là máy bay này bay vào một khu vực mà đang có một không chiến giữa máy bay của Lybia và khối NATO. Vào ngày 23 tháng 1 năm 2013 tòa án hình sự tối cao Ý phán là có rất nhiều chứng cớ cho thấy là máy bay đã bị bắn rơi bởi một hỏa tiễn.

### Chuyến bay 007 của Korean Air Lines
Chuyến bay 007 của Korean Air Lines (KAL007/KE007) là một chuyến bay của Korean Air Lines (Hàn Quốc) bị máy bay tiêm kích đánh chặn Su-15 bắn hạ gần đảo Moneron, phía tây đảo Sakhalin, thuộc biển Nhật Bản vào thứ 5, ngày 1 tháng 9 năm 1983. Phi công của chiếc máy bay tiêm kích đánh chặn là thiếu tá Gennadi Osipovich. Toàn bộ 269 hành khách và phi hành đoàn bị giết chết bao gồm Lawrence McDonald, nghị sĩ Nghị viện Hoa Kỳ.